# Hans Stiff
Hans Stiff (* 8. August 1927 in Saarbrücken; † 18. Juli 2016) war ein deutscher Journalist und Zeitungsverleger.

## Leben
Stiff wurde als Jugendlicher zu Ende des Zweiten Weltkriegs als Flakhelfer eingezogen. Das Erlebte verarbeitete er in dem Buch Feuer frei – Kinder! Er studierte Betriebswirtschaft in Bordeaux und schloss als Diplom-Kaufmann an der Universität des Saarlandes ab. Anschließend lebte er in Bonn, Mainz und Innsbruck. An der Universität Innsbruck wurde er 1954 zum Dr. rer. oec. promoviert. Im selben Jahr wurde er Mitglied des Corps Rhaetia.
In der zweiten Hälfte der 1950er Jahre war er Geschäftsführer der CDU Saar im Landtag des Saarlandes. Dreißig Jahre arbeitete er ab 1960 für die Saarbrücker Zeitung, zuletzt als alleiniger Geschäftsführer. Von 1979 bis 1990 war er Sprecher der Geschäftsführung. Von 1978 bis 1982 war er Vorsitzender, danach stellvertretender Vorsitzender des Verband der Zeitungsverleger in Rheinland-Pfalz und Saarland. Dem Präsidium des Bundesverbandes Deutscher Zeitungsverleger gehörte er von 1982 bis 1990 als Vizepräsident an. Von 1990 bis 1992 war er kooptiertes Mitglied für Fragen der Journalistenausbildung.

## Ehrungen
- 1977: Saarländischer Verdienstorden[4]
- 1990: Ritter der Ehrenlegion
- 1990–2000: Honorarkonsul des Königreichs Belgien
- Kronenorden (Belgien), Ritter[5]
- Verdienstorden des Großherzogtums Luxemburg, Kommandeur